# Kanel-slægten
Slægten Kanel (Cinnamomum) er udbredt i Sydøstasien. Det er små, stedsegrønne træer med spredte, aromatisk duftende blade. Her nævnes kun de arter, som har økonomisk betydning i Danmark.
| Arter |

- Kamfertræ (Cinnamomum camphora)
- Ceylonkanel (Cinnamomum verum)